# Bork
Bork — российская компания — производитель бытовой техники и аксессуаров премиум-класса, владелец одноимённой торговой марки (BORK).

## Компания
Образованная в 1993 году компания «Технопарк» (ранее — «Электрофлот») к 2001 году обладала широкой сетью (более 100) собственных магазинов бытовой электроники в Москве и регионах России. Анализ профильного рынка привел собственников сети к решению о разработке и продвижении отдельного нишевого бренда.
Для этого в Германии в том же году была создана компания Bork Elektronik GmbH, владеющая правами на товарный знак BORK. Это слово происходит от нем. abborken — «снимать кору, очищать от коры». По замыслу, такое название должно отражать очищение от некачественной продукции. Бизнес-идея состояла в завоевании брендом лидирующих позиций в верхнем ценовом сегменте рынка, что предполагает упор на обеспечение качества производства и сборки товара, создание сети премиальных бутиков и его высокий уровень постпродажного обслуживания. Несмотря на присутствие на рынке с 1992 года, официально компания заявляет, что в 2004 году техника BORK поступила в розничную продажу. Поначалу это была простая «белая» малая бытовая техника, продававшаяся в среднем и низком ценовом сегменте. В 2005 году появилась серия Pro Line, исполненная в металле.
В 2006 году компания выступила генеральным спонсором трансляции ЧМ по футболу в Германии.
В 2009 году был открыт первый фирменный бутик BORK.
К 2010-м годам компания вышла на лидирующие позиции профильного российского рынка. Так, согласно исследованиям РБК, в 2013 году продукция Bork оказалась на 4-м месте российского рынка соковыжималок в стоимостном выражении, уступив лишь Philips, Moulinex и Bosch. В 2014 году Bork заняла 3-е место на российском рынке бытовых грилей после Gorenje и FKI.
В 2018 году открылся первый бутик BORK в Минске.
Штаб-квартира компании Bork расположена в Москве.

## Позиционирование
Профильными категориями BORK стали малая бытовая техника для кухни и дома, климатические устройства, товары для красоты и здоровья, аксессуары. Вся эта продукция позиционируется как техника верхнего ценового сегмента, премиум-класса.
В посткризисное время такой расчёт оправдан: премиум-сегмент, в отличие от прочих, сохраняет свои рыночные позиции. Для дистрибуции BORK были организованы дилерская сеть, а также (c 2008 года) сеть монобрендовых бутиков, ставших первыми подобными в России. Инвестиции в один такой магазин площадью от 60 до 120 м² — примерно 12 млн рублей без учёта аренды. Стартовые инвестиции в проект оценивались совокупно в 3—5 млн $.

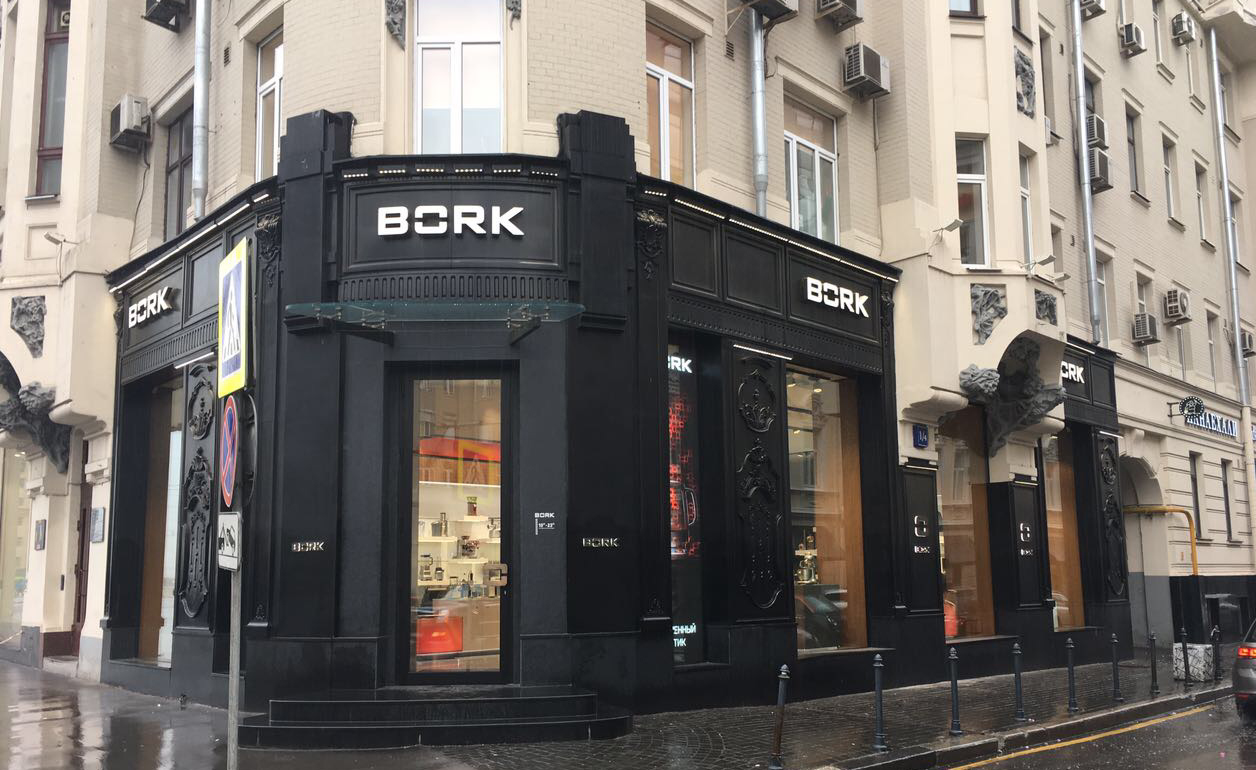
Бутик Bork во 2-м Смоленском пер., 1/4 в Москве (2017)

Партнёрами Bork являются компании из Германии, Японии, Франции, Италии, Швейцарии, КНР, Австралии и др.
Продукция под торговой маркой BORK производится на предприятиях в КНР, Польше, Венгрии, Германии, Японии, Турции, Франции и других странах.
Эксперты оценивают стратегию продвижения бренда BORK положительно. Так, в интервью журналу Der Spiegel министр промышленности и торговли России Денис Мантуров привёл компанию Bork как известный российский пример в одном перечне с YotaPhone. «Ярким примером полноценной российской продукции» назвал Bork экономист Георгий Генс, президент группы компаний «Ланит», подводя итоги форума ВТБ «Россия зовёт!» в октябре 2015 года.

## Дизайн
Значимые средства Bork были инвестированы в промышленный дизайн. Журнал «Эксперт» указывает на развитость дизайнерского и технологического искусства как на отличительный признак техники бренда.
Дизайн продукции Bork удостаивается наград профильных международных конкурсов. Официальный сайт компании насчитывает более 50 таких наград по состоянию на 2021 год. В частности, Red Dot Design Awards (Германия), IFA Берлин (Германия), Housewares Design Awards (США), Australian International Design Awards (Австралия), iF Design Award (Германия).
Как сообщает газета «Коммерсантъ», компания Bork активно практикует регистрацию своих дизайнерских решений в качестве брендированных объёмных товарных знаков. Это даёт более широкие возможности по защите своей интеллектуальной собственности, чем регистрация в качестве промышленных образцов.

## Судебные тяжбы
- В конце 2009 года у Федеральной антимонопольной службы России (ФАС) с подачи французской группы SEB (бренды Tefal, Rowenta, Moulinex)[19] возникли претензии к компании Bork по поводу ввода ею в заблуждение потребителей: на упаковке отдельных товаров было написано «Bork Germany», и создавалось впечатление, что они производятся в ФРГ, хотя это не соответствовало действительности[20]. На тот момент доля Bork на профильном российском рынке составляла около 4,7 %[21]. При этом социологическое исследование ВЦИОМ показало, что около 87 % жителей России считали BORK немецким брендом, хотя, по заключению ФАС, местом производства бытовой техники являлось преимущественно КНР[22]. Итогом стало мировое соглашение между Bork и ФАС, в котором стороны признали, что нарушения устранены. В марте 2010 года дело было закрыто[23][24].

- В апреле 2012 года Bork потребовала взыскать 5 млн рублей компенсации с компании «Техносила» за продажу контрафактных очистителей воздуха[25]. Позднее суд прекратил производство по иску, утвердив мировое соглашение, по которому компания «Техносила» обязалась снять с продажи в установленные сроки бытовую технику, вызвавшую претензии, а также выплатить 100 тыс. рублей компенсации[26].
- В июне 2014 года суд удовлетворил претензии Bork о защите охраняемого товарного знака к торговым сетям Media Markt, «Старвей Электрик», «Техноград» и «Технопоиск». Им было предписано изъять из продажи соковыжималку Redmond, сходную до степени смешения с товарным знаком BORK. Суд взыскал с Media Markt в пользу Bork 4,5 млн рублей компенсации, а также около 62 тыс. рублей с остальных соответчиков[27].
- В январе 2015 года Bork доказала в суде факт копирования дизайна своей соковыжималки компанией Zelmer — дочкой немецкой BSH Hausgeräte (бренды Bosch и Siemens). По решению суда на компанию Zelmer наложен штраф почти 8 млн рублей, она лишена права продавать в России «неоригинальную» соковыжималку[28].
- В марте 2015 года компания Bork через суд добилась запрета на продажу в России соковыжималок под брендом Redmond. Суд признал факт копирования компанией Redmond оригинального дизайна Bork[18].